# San Agustín (Surigao del Sur)
San Agustín es un municipio filipino de cuarta categoría, situado en la parte nordeste de la isla de Mindanao. Forma parte de la provincia de Surigao del Sur situada en la Región Administrativa de Caraga, también denominada Región XIII. Para las elecciones está encuadrado en el primer distrito electoral.

## Geografía
Situado en el centro de la provincia, 41 km al sudeste  de la ciudad de Tandag, su capital.
Su término linda al norte con el municipio de Marijatag; al sur con el de Lianga; al este con el de mar de Filipinas; y al oeste con la provincia de Agusán del Sur, municipio de  Prosperidad.
Islas adyacentes son las Islas de Bretania (Bretania Turtle Islands) situadas al sur de la península de Bretania que cierra por el norte la bahía de Lianga. Son 24 entre islas e islotes.

### Barrios
El municipio  de San Agustín se divide, a los efectos administrativos, en 13 barangayes o barrios, conforme a la siguiente relación:
| - Bretania - Buatong - Buhisán - Gata | - Hornasán - Janipaán - Kauswagán - Oteiza | - Población - Pong-ón - Pongtod - Salvación | - Santo Niño |

### Comunicaciones
- S00300, carretera de Surigao a Dávao por la costa (Surigao-Davao Coastal Rd) entre las localidades de Marijatag, al norte  y Lianga, al sur. Esta carretera atraviesa los barrios de Gata, Salvación, Población, Buatong, Oteiza, Kauswagán, Hornasán, Santo Niño y Pongtod.

### Demografía
Tal como consta en el censo del año 2000, este municipio estaba habitado por 14 845 personas que ocupaban 2751 hogares.

### Idioma
Sus habitantes emplean el dialecto Kamayo, una lengua menor que se habla además en la ciudad de Bislig y en parte de los municipios de Barobo y Marihatag. A principios del siglo XXI lo hablaban solamente  7.565 personas.

## Historia
El actual territorio de la provincia de Surigao del Sur fue parte de la provincia de Caraga durante la mayor parte de la Capitanía General de Filipinas (1520-1898).

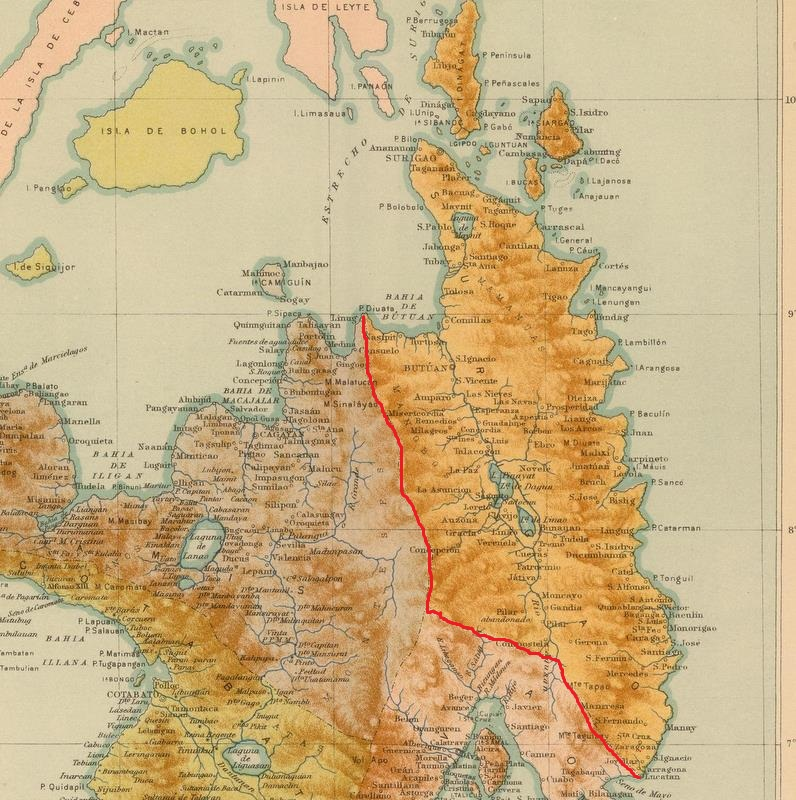
Provincia de Surigao en 1899.

A principios del siglo XX la isla de Mindanao se hallaba dividida en siete distritos o provincias.
El distrito 3º de Surigao, llamado hasta 1858  provincia de Caraga, tenía por capital el pueblo de Surigao e incluía la  Comandancia de Butuan.
Uno de sus pueblos era Lianga que entonces contaba con 5,350 habitantes incluyendo las visitas de Oteiza, Marijatag, Javier, Lepanto,  Gamot, San José de Balú y Santo Niño;
Durante la ocupación estadounidense de Filipinas  fue creada la provincia de Surigao que contaba con  14  municipios, uno de los cuales era Lianga.
En 1951 se crea el municipio de Oteiza segregando 7 barrios de Lianga, uno de los cuales era San Agustín.
En 1954 la Población se traslada al barrio de Marijatag.
El 10 de junio de 1955 el municipio de Oteiza cambia su nombre por el de Marihatag.
En 1959 Barrio Oteiza se fusionó con el barrio San Isidro.
El 18 de septiembre de 1960 la provincia de Surigao fue dividida en dos: Surigao del Norte y Surigao del Sur.
En 1962 queda restablecido el municipio de Oteiza con sus tres barrios: Oteiza, Salvación y Santo Niño.
En 1967 el municipio de Oteiza cambia su nombre por el actual de San Agustín, en honor de su santo patrón (Agustín de Hipona).
Desde entonces el número de barrios ha pasado de los 3 originales a los 13 actuales.